# Cabrera de Mar
Cabrera de Mar est une commune de la province de Barcelone, en Catalogne, en Espagne, de la comarque de Maresme.

## Géographie
Commune située en bord de mer Méditerranée.

## Personnalités liées à la ville
- Josep Domènech i Estapà (1858-1917), architecte moderniste catalan, est décédé à Cabrera de Mar[1].